# Degrassi: The Next Generation (5.ª temporada)
A quinta temporada de Degrassi: The Next Generation começou a ser exibida no Canadá em 19 de setembro de 2005, concluída em 20 de março de 2006 e contém dezenove episódios. Degrassi: The Next Generation é uma série de televisão dramática adolescente canadense. Esta temporada retrata a vida de um grupo de alunos do ensino médio, juniores e seniores enquanto lidam com alguns dos desafios e problemas que os adolescentes enfrentam, como imagem corporal, gravidez na adolescência, tráfico de drogas, revelação, identidade sexual, religião, distúrbios alimentares e relacionamentos.
As filmagens ocorreram entre maio de 2005 e novembro de 2005.
A quinta temporada foi ao ar às segundas-feiras às 20h30. na CTV, uma rede de televisão terrestre canadiana. Nos Estados Unidos, foi transmitido às 20h00 em The N, uma rede de cabo digital destinada a adolescentes e jovens adultos. A temporada foi lançada em DVD como um conjunto de quatro discos em 3 de julho de 2007 pela Alliance Atlantis Home Entertainment no Canadá, e pela FUNimation Entertainment nos EUA. Os usuários registrados da iTunes Store canadense e americana também podem comprar e baixar a temporada para reprodução em computadores domésticos e certos iPods. The N Soundtrack foi lançado em 1 de agosto de 2006, após esta temporada.
A quinta temporada de Degrassi: The Next Generation foi a temporada de maior sucesso até hoje, com média de 767.000 espectadores no Canadá, e teve um episódio assistido por um milhão de telespectadores. Recebeu elogios por sua descrição de um relacionamento entre dois personagens gays, mas críticas mistas por destacar a questão da anorexia e da bulimia em adolescentes.

## Elenco
A quinta temporada apresenta vinte atores que recebem o faturamento das estrelas, com dezesseis deles retornando da temporada anterior. Os membros do elenco que estão retornando incluem:
- Sarah Barrable-Tishauer como Liberty Van Zandt (13 episódios)
- Stefan Brogren como Archie "Snake" Simpson (13 episódios)
- Lauren Collins como Paige Michalchuk (15 episódios)
- Ryan Cooley como James Tiberius "J.T." Yorke (14 episódios)
- Jake Epstein como Craig Manning (11 episódios)
- Stacey Farber como Ellie Nash (10 episódios)
- Jake Goldsbie como Toby Isaacs (14 episódios)
- Aubrey Graham como Jimmy Brooks (13 episódios)
- Shane Kippel como Gavin "Spinner" Mason (10 episódios)
- Andrea Lewis como Hazel Aden (11 episódios)
- Pat Mastroianni como Joey Jeremiah (4 episódios)
- Miriam McDonald como Emma Nelson (13 episódios)
- Stacie Mistysyn como Caitlin Ryan (1 episódio)
- Adamo Ruggiero como Marco Del Rossi (14 episódios)
- Cassie Steele como Manuela "Manny" Santos (14 episódios)
- Amanda Stepto como Spike Nelson (6 episódios)

Juntando-se ao elenco principal estão Jamie Johnston, que foi escalado como Peter Stone (10 episódios). Mike Lobel, Deanna Casaluce e Melissa DiMarco como Jay Hogart (7 episódios), Alex Nuñez (9 episódios) e Daphne Hatzilakos (13 episódios) foram promovidos após recorrentes nas temporadas anteriores.
Os três atores da quarta temporada que não retornaram nesta temporada foram Daniel Clark como Sean Cameron, Melissa McIntyre como Ashley Kerwin e Dan Woods como o Sr. Raditch. Todos deixaram a série, com exceção de Melissa McIntyre, que a fez retornar no final da temporada e Daniel Clark, que retornou na sexta temporada.
Retornando em seus papéis recorrentes são John Bregar como Dylan Michalchuk, Shenae Grimes como Darcy Edwards, Dalmar Abuzeid como Danny Van Zandt, Alex Steele como Angela Jeremiah, Linlyn Lue como a Sra. Kwan, e Jennifer Podemski como Sra. Sauve. Marc Donato é apresentado como Derek Haig. Caroline Park, que apareceu como Kim nas temporadas 5 a 7, apareceu em cinco episódios nesta temporada.
O diretor de cinema Kevin Smith e o ator Jason Mewes voltaram ao programa por dois episódios quando estrelaram como versões exageradas de si mesmos (por exemplo, Kevin é retratado como solteiro e sem filhos). Os episódios retratam a estréia de Jay and Silent Bob Go Canadian, Eh!, um longa-metragem fictício da série View Askewniverse, que usou a Degrassi Community School como locação de filmagem durante a quarta temporada. As cenas que Alanis Morissette filmou na quarta temporada para interpretar o diretor da escola do filme foram repetidas como parte do filme na estréia.

## Equipe técnica
A temporada foi produzida pela Epitome Pictures em associação com a CTV. O financiamento foi concedido pelo The Canadian Film ou Video Production Tax Credit e pelo Crédito Fiscal de Cinema e Televisão de Ontário, o Canadian Television Fund e o BCE-CTV Benefits, The Shaw Television Broadcast Fund, o Independent Production Fund, o Mountain Cable Program e o RBC Royal Bank.
Os produtores executivos foram Stephen Stohn, presidente da Epitome Pictures, e Linda Schuyler, co-criadora da franquia Degrassi. James Hurst serviu como o produtor criativo, David Lowe foi o produtor da linha e Sean Reycraft serviu como editor executivo da história. Brendon Yorke e Alexandra Zarowny foram editores de histórias. O editor foi Stephen Withrow, Stephen Stanley foi o designer de produção e o diretor de fotografia foi Gavin Smith. Os escritores da temporada são Avra Fein, James Hurst, Aaron Martin, Miklos Perlus, Shelley Scarrow, Brendon Yorke e Alexandra Zarowny. Phil Earnshaw, Eleanore Lindo, Ron Oliver e Stefan Scaini dirigiram os episódios.

## Episódios
| № na série | № na temporada | Título                                       | Exibição original       | Cód. de produção |
| ---------- | -------------- | -------------------------------------------- | ----------------------- | ---------------- |
| 82         | 1              | "Venus"Part One                              | 19 de setembro de 2005  | 501              |
| 83         | 2              | "Venus"Part Two                              | 26 de setembro de 2005  | 502              |
| 84         | 3              | "Death of a Disco Dancer"                    | 3 de outubro de 2005    | 503              |
| 85         | 4              | "Foolin'"                                    | 10 de outubro de 2005   | 504              |
| 86         | 5              | "Weddings, Parties, Anything"                | 17 de outubro de 2005   | 505              |
| 87         | 6              | "I Still Haven't Found What I'm Looking For" | 24 de outubro de 2005   | 506              |
| 88         | 7              | "Turned Out"Part One                         | 31 de outubro de 2005   | 507              |
| 89         | 8              | "Turned Out"Part Two                         | 7 de novembro de 2005   | 508              |
| 90         | 9              | "Tell It to My Heart"                        | 14 de novembro de 2005  | 509              |
| 91         | 10             | "Redemption Song"                            | 21 de novembro de 2005  | 510              |
| 92         | 11             | "The Lexicon of Love"Part One                | 28 de novembro de 2005  | 511              |
| 93         | 12             | "The Lexicon of Love"Part Two                | 5 de dezembro de 2005   | 512              |
| 94         | 13             | "Together Forever"                           | 12 de dezembro de 2005  | 513              |
| 95         | 14             | "I Against I"                                | 30 de janeiro de 2006   | 514              |
| 96         | 15             | "Our Lips Are Sealed"Part One                | 20 de fevereiro de 2006 | 515              |
| 97         | 16             | "Our Lips Are Sealed"Part Two                | 27 de fevereiro de 2006 | 516              |
| 98         | 17             | "Total Eclipse of the Heart"                 | 6 de março de 2006      | 517              |
| 99         | 18             | "High Fidelity"Part One                      | 13 de março de 2006     | 518              |
| 100        | 19             | "High Fidelity"Part Two                      | 20 de março de 2006     | 519              |